# مجید شاه‌حسینی
مجید شاه‌حسینی (زادهٔ ۱۳۴۶ تهران) تئوری‌پرداز، پژوهشگر و مدرس حوزه سینما است که از خرداد ۱۴۰۲ به‌عنوان رئیس فرهنگستان هنر فعالیت می‌کند. وی دبیری دو دورهٔ جشنوارهٔ فیلم فجر را در سال‌های ۱۳۸۶ و ۱۳۸۷ بر عهده داشته‌است.

شاه‌حسینی از مخالفان جریان نئورئالیسم اجتماعی در سینمای ایران است. از نظر وی:
بنیادهای تئوریک تدریس هنر ما الحادی است و به همین سبب است که از ریشه‌های هنر دینی غافل شده‌ایم. یونان‌زدگی باعث شد قطار انقلاب در زمینهٔ فرهنگ و هنر سرعتی کمتر از حد انتظار داشته باشد. مبانی تئوریک آنها را تدریس می‌کنیم و بعد در عجبیم که چرا هنرهای ما ظرف مناسبی برای هنر دینی نیستند.
مجید شاه‌حسینی در تولید آثاری همچون فیلم ملک سلیمان و فیلم راه آبی ابریشم نقش داشته است. از دیگر آثار او می‌توان به برنامهٔ علمی تاریخی دوران اشاره کرد که خود اجرای آن را به عهده داشت. این برنامه به موضوع انقلاب‌های مهم – از جمله انقلاب فرانسه و انقلاب ایران – و تاریخ و علل آنها می‌پرداخت.
او در سلسله جلسات نقد فیلم هرساله‌اش اشاره به پدیدهٔ سینمای سفارتی کرد. این موضوع بسیاری از سینماگران را برانگیخت.